# Teenage Mutant Ninja Turtles (jeu vidéo, 2003)
Teenage Mutant Ninja Turtles est un jeu vidéo de type beat them all développé et édité par Konami, sorti en 2003 sur Windows, GameCube, PlayStation 2, Xbox et Game Boy Advance.

## Accueil
- Jeuxvideo.com : 12/20 (PS2/GC/XB)[1] - 11/20 (PC)[2] - 10/20 (GBA)[3]